# Code de la recherche
Nel diritto francese, il Code de la recherche (dal francese: Codice della ricerca) è un codice che raccoglie il corpo di dispositivi legislativi in materia di ricerca.

## Storia
Il Codice della ricerca è stato creato con l'ordinanza n. 2004-545 dell'11 giugno 2004, a sua volta ratificata dall'articolo 78 della legge n. 2004-1343 del 9 dicembre 2004 sulla semplificazione giuridica. La creazione di questo codice fu resa possibile dall'adozione della legge n. 2003-591 del 2 luglio 2003 , che delegava il Governo a semplificare il diritto francese e lo autorizzava a creare un codice della ricerca. Il Ministro della ricerca Claudie Haigner presentò l'ordine di pubblicazione della parte legislativa del Codice della ricerca al Consiglio dei ministri il 7 giugno 2004. Questa codificazione fu effettuata su base legislativa costante, cioè si limitò a raccogliere tutte le disposizioni relative alla ricerca che erano state precedentemente disperse ed erano rimaste in vigore. Alcune norme furono tecnicamente abrogate prima di essere trasferite e recepite nel Codice della ricerca.
Nel 2013, l'articolo 124 della legge sull'istruzione superiore e la ricerca autorizzò il Governo a modificare il Codice della ricerca. Il Ministro dell'istruzione superiore e della ricerca Geneviève Fioraso presentò un'ordinanza di modifica al Consiglio dei ministri il 14 febbraio 2014. L'ordinanza n. 2014-135 del 17 febbraio 2014 aggiunse un nuovo Libro V al Codice della ricerca, che trattava dello sfruttamento dei risultati della ricerca e della questione del trasferimento tecnologico al mondo economico e alla società civile. Questo libro ha introdotto una serie di modifiche al diritto di proprietà intellettuale con l'obiettivo della semplificazione normativa.

## Contenuto
I libri sono suddivisi in titoli e capitoli.
- Libro I: l'organizzazione generale della ricerca e dello sviluppo tecnologico[6]
- Libro II: l'esercizio delle attività di ricerca[7]
- Libro III: Istituti e organizzazioni di ricerca[8]
- Libro IV: Il personale di ricerca[9]

Libro V: promozione dei risultati della ricerca e del trasferimento tecnologico al mondo economico e alla società civile, nonché alle associazioni e alle fondazioni riconosciute di pubblica utlità (creato nel 2014).